# Споменик палим Топличанима у ратовима 1912—1918. у Прокупљу
Споменик палим Топличанима у ратовима 1912—1918. у Прокупљу налази се у центру града Прокупља. Подигнут је 1934. године. Представља непокретно културно добро као споменик културе.
Споменик је рад вајара Франа Менегела Динчића (1900—1986), родом из Котора, који је радни век провео у Београду. На споменику су постављене две скулптуре ратника у бронзи висине 2,5 метара, које представљају војника у српској униформи у нападу са пушком и бајонетом и топличког устаника у народној ношњи са бомбом у десној и пушком у левој руци. Данас на споменику стоје два бронзана рељефа, који представљају српске борце, док је трећи, који је представљао бугарска зверства над становништвом, скинут и однет од стране бугарске војске 2. септембра 1944. године.
Споменик је 9. септембра 1934. године открио краљ Александар II Карађорђевић, а поред 40 000 присутних грађана, присутни су били Патријарх Варнава, Председник Владе краљевине Југославије Никола Узуновић и остали високи гости.
Споменик је рестауриран 2017. године, уочи обележавања стогодишњице Топличког устанка.